# Bo'az Klartag
Bo'az Klartag (hebräisch בועז קלרטג; * 25. April 1978) ist ein israelischer Mathematiker.

## Leben
Klartag gewann 1996 eine Silbermedaille auf der Internationalen Mathematikolympiade in Bombay. Er studierte (1997 Bachelor, 2000 Master-Abschluss summa cum laude) und promovierte 2004 an der Universität Tel Aviv bei Vitali Milman (Topics in Asymptotic Convex Geometry). Danach war er Post-Doc am Institute for Advanced Study. Seit 2009 war er Associate Professor an der Universität Tel Aviv. Er ist am Weizmann-Institut.

## Werk
Klartag erzielte wichtige Fortschritte in der asymptotischen geometrischen Analysis, einem Schnittfeld von Funktionalanalysis und konvexer Geometrie. In seiner Dissertation bewies er, dass eine kleine Anzahl von Symmetrisierungsschritten nach Jakob Steiner und Hermann Minkowski reicht, einen konvexen Körper im n-dimensionalen Raum einer Kugel anzunähern. Er bewies in der Wahrscheinlichkeitstheorie einen zentralen Grenzwertsatz für konvexe Körper. Er löste einige lange offene Probleme wie ein von Jean Bourgain gestelltes Schnittproblem und mit Charles Fefferman ein Problem der optimalen Extrapolation stetiger Funktionen. Als gemeinsame rote Linie seiner Forschung betrachtet er die Beobachtung, dass gewissen hochdimensionale Objekte wie konvexe Körper, Wahrscheinlichkeitsdichten, Polynome in vielen Variablen oder die Färbung großer Graphen notwendigerweise eine reguläre Substruktur besitzen, was durch Konvexität oder positive Krümmung verstärkt wird.

## Ehrungen
2008 erhielt er den EMS-Preis (wobei er den Preisvortrag High dimensional distributions with convexity properties hielt) und den Salem-Preis. 2006 war er Invited Speaker auf dem Internationalen Mathematikerkongress in Madrid (Isomorphic and almost-isometric problems in high dimensional convex geometry).

## Schriften
- 5n Minkowski symmetrizations suffice to arrive at an approximate Euclidean ball, Annals of Mathematics, Band 156, 2002, S. 947–960. Arxiv
- mit V. Milman: Isomorphic Steiner symmetrization, Invent. Math., Band 153, 2003, S. 463–485.
- mit Jean Bourgain, V. Milman: Symmetrization and isotropic constants of convex bodies, in: Geometric Aspects of Functional Analysis, Lecture Notes in Math. 1850, Springer, 2004. S. 101–116.
- A central limit theorem for convex sets, Invent. Math., Band 168, 2007, S. 91–131. Arxiv
- mit C. Fefferman: Fitting a {\displaystyle C^{m}}-Smooth Function to Data I, Annals of Mathematics, Band 169, 2009, S. 315–346. Teil II: Rev. Mat. Iberoamericana, Band 25, 2009, S. 49–273
- mit Dario Cordero-Erausquin: Interpolations, convexity and geometric inequalities, in: Geometric Aspects of Functional Analysis, Lecture Notes in Math. 2050, Springer 2012, S. 151–168.  Arxiv
- Needle decompositions in Riemannian geometry. Mem. Amer. Math. Soc., Vol. 249, No. 1180, 2017, Arxiv
- mit Elisabeth Werner: Some open problems in asymptotic geometric analysis, Notices AMS, Juni/Juli 2018, Online

## Quelle
- André C. M. Ran, Herman te Riele, Jan Wiegerinck (Herausgeber): European Congress of Mathematics, Amsterdam 2008, European Mathematical Society, 2010